# Tweede klasse 1908-09 (voetbal België)
Het seizoen 1908/09 van Division 1 (Eerste Afdeeling), de voorloper van de Belgische Tweede Klasse, ging van start in de zomer van 1908 en eindigde in de lente van 1909. Er bestond nog steeds geen echte tweede nationale klasse; het enige nationale niveau was de Ere Afdeeling. Net als vorige seizoenen speelden daar onder wel een aantal ploegen in regionale reeksen, waar ook reserveploegen van clubs uit de Ere Afdeeling konden deelnemen. 
De 37 deelnemende ploegen werden ingedeeld volgens vijf regionale reeksen "Antwerpen", "Brabant", "Henegouwen-Namen", "Luik" en "Vlaanderen", die Division 2 (Tweede Afdeeling) werden genoemd.  Negen van deze ploegen kwalificeerden zich voor Division 1. Standard FC Liégeois werd uiteindelijk kampioen en promoveerde op het einde van het seizoen  naar de Ere Afdeling 1909/10.
Dit seizoen was het laatste waarin zo in regionale reeksen werd gespeeld. Hier na werd immers een echte tweede nationaal niveau ingericht en vanaf volgende seizoen zou men onder de Ere Afdeeling dus effectief in een nationale reeks spelen, die destijds Bevordering werd genoemd.

## Division 2

### Afdeling Antwerpen
|   |   |                           | P  | W  | G | V  | +  | -  | DS  | Ptn |
| - | - | ------------------------- | -- | -- | - | -- | -- | -- | --- | --- |
| Q | 1 | RC Malines                | 14 | 14 | 0 | 0  | 73 | 14 | 59  | 28  |
| Q | 2 | AS Anvers-Borgerhout      | 14 | 11 | 1 | 2  | 49 | 14 | 35  | 23  |
|   | 3 | FC Malinois               | 14 | 10 | 0 | 4  | 57 | 23 | 34  | 20  |
|   | 4 | reserven Beerschot AC     | 14 | 6  | 0 | 8  | 35 | 37 | -2  | 12  |
|   | 5 | reserven Antwerp FC       | 14 | 5  | 2 | 7  | 26 | 43 | -17 | 12  |
|   | 6 | CS Anversois              | 14 | 3  | 1 | 10 | 12 | 55 | -43 | 7   |
|   | 7 | Antwerpsche VV            | 14 | 3  | 0 | 11 | 37 | 57 | -17 | 6   |
|   | 8 | Antwerp Football Alliance | 14 | 1  | 0 | 13 | 14 | 63 | -49 | 2   |

P: wedstrijden gespeeld, W: wedstrijden gewonnen, G: gelijke spelen, V: wedstrijden verloren, +: gescoorde doelpunten, -: doelpunten tegen, DS: doelsaldo, Ptn: totaal punten,  Q: gekwalificeerd

### Afdeling Brabant
|   |    |                                      | P  | W  | G | V  | +  | -  | DS  | Ptn |
| - | -- | ------------------------------------ | -- | -- | - | -- | -- | -- | --- | --- |
| Q | 1  | Athletic & Running Club de Bruxelles | 18 | 15 | 2 | 1  | 71 | 19 | 52  | 32  |
| Q | 2  | reserven Daring Club de Bruxelles    | 18 | 14 | 1 | 3  | 61 | 28 | 33  | 29  |
|   | 3  | Stade Louvaniste                     | 18 | 10 | 4 | 4  | 55 | 30 | 25  | 24  |
|   | 4  | Uccle Sport                          | 18 | 9  | 4 | 5  | 48 | 28 | 20  | 22  |
|   | 5  | reserven Union Saint-Gilloise        | 18 | 9  | 1 | 8  | 34 | 45 | -11 | 19  |
|   | 6  | Olympia Club de Bruxelles            | 18 | 7  | 2 | 9  | 33 | 45 | -12 | 16  |
|   | 7  | reserven Racing Club de Bruxelles    | 18 | 7  | 1 | 10 | 54 | 64 | -10 | 15  |
|   | 8  | reserven Léopold Club                | 18 | 4  | 2 | 12 | 35 | 60 | -25 | 10  |
|   | 9  | reserven Excelsior SC de Bruxelles   | 18 | 3  | 3 | 12 | 32 | 58 | -26 | 9   |
|   | 10 | Scaring FC Ensival                   | 18 | 2  | 0 | 16 | 20 | 71 | -51 | 4   |

P: wedstrijden gespeeld, W: wedstrijden gewonnen, G: gelijke spelen, V: wedstrijden verloren, +: gescoorde doelpunten, -: doelpunten tegen, DS: doelsaldo, Ptn: totaal punten,  Q: gekwalificeerd

### Afdeling  Henegouwen-Namen
|   |   |                  | P | W | G | V | +  | -  | DS  | Ptn |
| - | - | ---------------- | - | - | - | - | -- | -- | --- | --- |
| Q | 1 | CS Montois       | 5 | 4 | 0 | 1 | 20 | 9  | 11  | 8   |
|   | 2 | Charleroi SC     | 6 | 4 | 0 | 2 | 19 | 10 | 9   | 8   |
|   | 3 | US Tournaisienne | 5 | 2 | 0 | 3 | 11 | 19 | -8  | 4   |
|   | 4 | Stade Montois    | 4 | 0 | 0 | 4 | 9  | 21 | -12 | 0   |

P: wedstrijden gespeeld, W: wedstrijden gewonnen, G: gelijke spelen, V: wedstrijden verloren, +: gescoorde doelpunten, -: doelpunten tegen, DS: doelsaldo, Ptn: totaal punten,  Q: gekwalificeerd

### Afdeling Luik
|   |   |                         | P  | W  | G | V  | +  | -  | DS  | Ptn |
| - | - | ----------------------- | -- | -- | - | -- | -- | -- | --- | --- |
| Q | 1 | Standard FC Liégeois    | 14 | 13 | 1 | 0  | 80 | 9  | 71  | 27  |
| Q | 2 | SC Theux                | 14 | 9  | 2 | 3  | 52 | 20 | 32  | 20  |
|   | 3 | CS Verviétois           | 14 | 10 | 0 | 4  | 56 | 35 | 21  | 21  |
|   | 4 | Tilleur FC              | 14 | 8  | 1 | 5  | 52 | 35 | 17  | 17  |
|   | 5 | FC Bressoux             | 14 | 7  | 0 | 7  | 47 | 47 | 0   | 14  |
|   | 6 | Skill FC Val St-Lambert | 14 | 4  | 0 | 10 | 25 | 58 | -33 | 8   |
|   | 7 | Dolhain FC              | 14 | 3  | 0 | 11 | 14 | 55 | -41 | 6   |
|   | 8 | reserven FC Liégeois    | 14 | 0  | 0 | 14 | 0  | 70 | -70 | 0   |

P: wedstrijden gespeeld, W: wedstrijden gewonnen, G: gelijke spelen, V: wedstrijden verloren, +: gescoorde doelpunten, -: doelpunten tegen, DS: doelsaldo, Ptn: totaal punten,  Q: gekwalificeerd

### Afdeling  Vlaanderen
|   |   |                          | P  | W  | G | V | +  | -  | DS  | Ptn |
| - | - | ------------------------ | -- | -- | - | - | -- | -- | --- | --- |
| Q | 1 | AA La Gantoise           | 12 | 11 | 1 | 0 | 77 | 12 | 65  | 23  |
| Q | 2 | reserven FC Brugeois     | 12 | 7  | 4 | 1 | 31 | 12 | 19  | 18  |
|   | 3 | reserven CS Brugeois     | 12 | 4  | 3 | 5 | 44 | 34 | 10  | 11  |
|   | 4 | FC Eendracht Gent        | 12 | 4  | 1 | 7 | 26 | 33 | -7  | 9   |
|   | 5 | reserven RC de Gand      | 12 | 3  | 2 | 7 | 24 | 43 | -19 | 8   |
|   | 6 | reserven SC Courtraisien | 12 | 3  | 2 | 7 | 23 | 55 | -22 | 8   |
|   | 7 | US Roularienne           | 12 | 2  | 3 | 7 | 17 | 53 | -36 | 7   |

P: wedstrijden gespeeld, W: wedstrijden gewonnen, G: gelijke spelen, V: wedstrijden verloren, +: gescoorde doelpunten, -: doelpunten tegen, DS: doelsaldo, Ptn: totaal punten,  Q: gekwalificeerd

## Division 1
De negen gekwalificeerde ploegen speelden een competitie onder de naam Division 1. Standard FC Liégeois werd kampioen en promoveerde naar de Ere Afdeeling.
|   |   |                                        | P  | W  | G | V  | +  | -  | DS  | Ptn |
| - | - | -------------------------------------- | -- | -- | - | -- | -- | -- | --- | --- |
| K | 1 | Standard FC Liégeois                   | 16 | 12 | 2 | 2  | 46 | 16 | 30  | 26  |
|   | 2 | reserven Daring CB                     | 16 | 11 | 2 | 3  | 49 | 25 | 24  | 24  |
|   | 3 | RC Malines                             | 16 | 10 | 2 | 4  | 52 | 26 | 26  | 22  |
|   | 4 | AA La Gantoise                         | 16 | 10 | 1 | 5  | 41 | 27 | 14  | 21  |
|   | 5 | reserven FC Brugeois                   | 16 | 10 | 1 | 5  | 49 | 27 | 22  | 21  |
|   | 6 | Athletic and Running Club de Bruxelles | 16 | 5  | 1 | 10 | 34 | 38 | -4  | 11  |
|   | 7 | SC Theux                               | 16 | 4  | 1 | 11 | 29 | 50 | -21 | 9   |
|   | 8 | AS Anversoise                          | 16 | 3  | 2 | 11 | 31 | 51 | -20 | 8   |
|   | 9 | CS Montois                             | 16 | 0  | 2 | 14 | 7  | 76 | -69 | 2   |

P: wedstrijden gespeeld, W: wedstrijden gewonnen, G: gelijke spelen, V: wedstrijden verloren, +: gescoorde doelpunten, -: doelpunten tegen, DS: doelsaldo, Ptn: totaal punten,  K: kampioen en promotie
Na dit seizoen zou Athletic & Running Club de Bruxelles zijn voetbalactiviteiten staken.